# Častolov z Ronova
Častolov z Ronova (někdy také Čeněk, okolo 1255? – okolo 1272?) byl český šlechtic z rodu Ronovců a zakladatel jednoho z jeho rozrodu – pánů z Ronova a Přibyslavi.

## Život
Častolov byl mladším bratrem slavnějšího Smila z Lichtenburka. Svému bratru pomáhal s výstavbou jejich posázavského dominia (je velmi pravděpodobné, že s bratrem měli statky v nedílu).
Bývá uváděno, že svůj predikát získal podle Ronova u Žitavy, ale pravděpodobnější je, že se vztahoval k hradu Ronovu nad Sázavou.
Oženil se s dcerou Přibyslava z Polné Annou, s níž měl syny Hynka a Čeňka z Přibyslavi. Po smrti svého tchána mu připadla severní část libického újezdu mezi Přibyslaví (včetně) a Vojnovým Městcem.